# Khalid Kail
Khalid Kail (* 13. Oktober 1996 in Abbottabad, Pakistan) ist ein pakistanischer Cricketspieler, der seit 2024 für die omanische Nationalmannschaft spielt.

## Kindheit und Ausbildung
Kail durchlief die Jugend-Mannschaften in Abbottabad.

## Aktive Karriere
Kail spielte unter anderem einzelne Spiele für die Abbottabad Falcons im Faysal Bank One-Day Cup 2012/13.
Sein Twenty20-Debüt für Oman gab er gegen Papua-Neuguinea im März 2024. Bei der Tour erzielte er ein Fifty über 55 Runs im zweiten Spiel. Beim ACC Men’s Premier Cup 2024 erreichte er gegen die Vereinigten Arabischen Emirate ein weiteres Fifty über 50* Runs. Daraufhin wurde er für den Kader für den ICC Men’s T20 World Cup 2024 nominiert. Dort waren seine beste Leistung 34 Runs gegen Namibia.